# ليندا فينش
ليندا فينش (بالإنجليزية: Linda Finch)‏ هي طيارة أمريكية، ولدت في 13 مارس 1951 في سان أنطونيو في الولايات المتحدة.